# Hötjärnen (Bjurholms socken, Ångermanland, 709461-164537)
Hötjärnen är en sjö i Bjurholms kommun i Ångermanland och ingår i Lögdeälvens huvudavrinningsområde. Hötjärnen ligger i Lögdeälven Natura 2000-område.